# 크리츠어
크리츠어(Kryts) 또는 크리즈어(Kryc)는 아제르바이잔의 구바 구 일부 지역에서 사용되는 북동캅카스어족 레즈기어파의 언어로, 1975년 기준 6천여 명의 화자가 있었다. 세부적으로 크리츠 방언(Kryts), 제크 방언(Jek), 하푸트 방언(Khaput), 예르규즈 방언(Yergyudzh), 알리크 방언(Alyk)으로 나뉜다. 방언 간에는 차이가 상당하여 서로 부분적으로만 의사소통이 가능하며, 방언 연속체 내의 별개 언어들로 여겨지기도 한다.

## 같이 보기
- 북동캅카스어족